# (36618) 2000 QB151
2000 QB151 (asteroide 36618) é um asteroide da cintura principal. Possui uma excentricidade de 0.12834680 e uma inclinação de 6.12987º.
Este asteroide foi descoberto no dia 25 de agosto de 2000 por LINEAR em Socorro.